# Усун
Усун (рос. Усун) — село у Вілюйському улусі Республіки Сахи Російської Федерації.
Населення становить 785 осіб. Орган місцевого самоврядування — Кюлетський 1-й наслег.

## Географія

### Клімат
| Клімат Усуна              | Клімат Усуна | Клімат Усуна | Клімат Усуна | Клімат Усуна | Клімат Усуна | Клімат Усуна | Клімат Усуна | Клімат Усуна | Клімат Усуна | Клімат Усуна | Клімат Усуна | Клімат Усуна | Клімат Усуна |
| Показник                  | Січ.         | Лют.         | Бер.         | Квіт.        | Трав.        | Черв.        | Лип.         | Серп.        | Вер.         | Жовт.        | Лист.        | Груд.        | Рік          |
| Середній максимум, °C     | −34,3        | −28          | −14,2        | −2           | 9,0          | 19,9         | 23,3         | 19,1         | 9,4          | −4,8         | −23,8        | −31,9        | −4           |
| Середня температура, °C   | −38          | −32,7        | −21          | −8,7         | 3,6          | 13,8         | 17,1         | 13,2         | 4,7          | −8,6         | −27,7        | −35,6        | −9           |
| Середній мінімум, °C      | −41,7        | −37,3        | −27,8        | −15,3        | −1,8         | 7,7          | 11,0         | 7,4          | 0,1          | −12,4        | −31,5        | −39,3        | −15          |
| Норма опадів, мм          | 11           | 8            | 9            | 12           | 21           | 37           | 47           | 36           | 32           | 28           | 19           | 15           | 275          |
| ------------------------- | ------------ | ------------ | ------------ | ------------ | ------------ | ------------ | ------------ | ------------ | ------------ | ------------ | ------------ | ------------ | ------------ |
| Джерело: climate-data.org |              |              |              |              |              |              |              |              |              |              |              |              |              |

## Історія
Згідно із законом від 30 листопада 2004 року органом місцевого самоврядування є Кюлетський 1-й наслег.

## Населення
| 2002 | 2010 | 2012 | 2013 | 2014 | 2015 | 2016 |
| ---- | ---- | ---- | ---- | ---- | ---- | ---- |
| 743  | ↗801 | ↘786 | ↘770 | ↘756 | ↗762 | ↗771 |
| 2017 | 2018 |      |      |      |      |      |
| ↗779 | ↗785 |      |      |      |      |      |